# Točno-Na-Vrijeme
Točno-Na-Vrijeme (eng. just-in-time – JIT) je ekonomski pojam koji predstavlja strategiju smanjenja troškova u proizvodnji, gdje se proračunom postiže kraće vrijeme skladištenja dijelova, repromaterijala odnosno sirovina ili samo izbjegavanje skladištenja, te stavljanje istih u najkraćem roku u proizvodni proces. Prema Shigeou Shingou, to je sustav čiji je glavni zadatak eliminiranje svega nepotrebnog. Tom prilikom dobiva se na skraćenju vremena izrade pojedinih dijelova proizvodnje, sinkroniziranju procesa rada, faza proizvodnog procesa, balansiranju kapaciteta. 
JIT možemo naći pod terminima “Proizvodnja bez zaliha”, “Nulte zalihe”,  “Lean proizvodnja”, “Toyota sistem”, “Japanska proizvodnja”, “World-class” proizvodnja ili “Ujednačeni tok proizvodnje”.

## Povijest
Povijest JIT-a seže još u 1920-ih godine. Postoje indicije da ga je Ford koristio kada je rudača dolazila upravo na vrijeme da se pretvori u željezo za karoserije. Zatim je McDonald's koristio JIT za pečenje hamburgera. Međutim Toyota je u 1970-ima pokazala da se to može primijeniti na sve industrije.

## Način funkcioniranja
Uključuje 2 aspekta planiranja proizvodnje:
- Terminiranje izrade i distribucije proizvoda
- Osiguranje proizvodnje potrebnim elementima u određenim količinama i u pravo vrijeme.

Pomoću JIT sustava koriste se materijali, dijelovi i sklopovi samo u potrebnoj količini s najmanjim mogućim vremenom protoka. Također se nastoji eliminirati potreba dvostruke kontrole kvalitete i to kod proizvođača i prilikom eliminiranja pošiljki kod kupca. Takav proizvodni proces podrazumijeva da svaki zaposlenik mora provjeriti posao koji je obavljen u koraku ispred, jer to je ujedno preduvjet da svoj posao obavi dobro.
Da bi JIT metoda bila uspješna moraju biti ispunjeni mnogobrojni zahtjevi:
1. kvaliteta dijelova mora biti visoka – manjkavi dijelovi mogu zaustaviti montažnu liniju;
2. bez ili s minimalnim zalihama;
3. mora postojati pouzdana povezanost i čvrsta kooperacija s dobavljačima;
4. idealno bi bilo kad bi dobavljači bili locirani u blizini kompanije, uz dostupan pouzdan transport;
5. veličina proizvodnje ovisi o potražnji;
6. traži se timski rad, a zaposlenici su odgovorni za održavanje svoje opreme, šefovi (manageri) su treneri i mentori koji poštuju svoje zaposlenike i aktivno sudjeluju u procesu proizvodnje;
7. zadovoljstvo kupaca.